# Helmut Kolitzus
Helmut Kolitzus (* 26. Oktober 1948 in Gütersloh) ist ein deutscher Psychosomatiker, Psychiater, Supervisor, Lehrtherapeut und Buchautor.

## Leben
Nach dem Abitur an einem humanistischen Gymnasium besuchte Kolitzus 1967/68 das Leibniz-Kolleg (Studium generale) in Tübingen und studierte zwei Semester Jura. Von 1968 bis 1971 studierte er an der Hochschule für Fernsehen und Film in München mit einem Abschluss als Dokumentarfilmer. Thema der Diplomarbeit war Die 15-Minuten-Realität der ‚Tagesschau‘. In München gehörte Kolitzus zu einer Gruppe um den aus dem israelischen Exil zurückgekehrten Psychiater Walter Hoppe, der die Therapiemethode Wilhelm Reichs praktizierte. Hier fasste Kolitzus den Entschluss, selbst Psychiater zu werden. Es folgte ein Studium der Medizin von 1972 bis 1978 an der LMU bzw. TU München. Seine Doktorarbeit erstellte Kolitzus bei Albrecht Struppler über Neuere Ergebnisse zur Pathophysiologie der Myasthenia gravis.
Kolitzus arbeitete anschließend in der Inneren Medizin, in der Neurologie und Psychiatrie. Von 1982 bis 1986 war er wissenschaftlicher Assistent am Max-Planck-Institut für Psychiatrie, außerdem Referent für Öffentlichkeitsarbeit.
Kolitzus war von 1986 bis 1991 als Chefarzt tätig: erst in der Tagesklinik für psychisch Kranke des BRK in München, dann in der Daytop-Klinik in Gräfelfing (Drogenentwöhnung), und von 1989 bis 1991 in der Sierra-Tucson-Klinik in Garmisch-Partenkirchen.
Seit 1991 leitet er eine Praxis in München. Er ist als Dozent bei Weiterbildungsinstituten für Psychotherapie/Psychosomatik/Psychiatrie tätig. Seit 1990 hält er außerdem Seminare und Vorträge Sucht und Co-Abhängigkeit am Arbeitsplatz bzw. Burnout-Prävention bei Firmen und Behörden.
Kolitzus ist Autor von Veröffentlichungen zum Thema Psychiatrie und Medien, zu Sucht und Co-Abhängigkeit, Prävention, Burnout und Salutogenese. Er hatte seit 1986 etwa 100 Auftritte in den Medien, darunter bei Suchtwoche (ZDF), Nachtcafé (SWR), Fragen an den Autor (BR), Die Sprechstunde, Fliege (ARD), Volle Kanne ZDF und Brisant (BR).

## Publikationen (Auswahl)
- 1997 „Die Liebe und der Suff… Schicksalsgemeinschaft Suchtfamilie“ (München, Kösel, 9. Aufl.)
- 2000 „Ich befreie mich von deiner Sucht – Hilfen für Angehörige von Suchtkranken“ (Kösel 8. Aufl.)
- 2003 „Das Antiburnout-Erfolgsprogramm“ (dtv München, 6. Aufl.)
- 2008 Co-Autor „Call-in-TV – Angelockt und abgezockt“, Litispress
- 2009 „Im Sog der Sucht – Wege aus der Abhängigkeit“, Kösel-Verlag